# Planet Zero
Planet Zero è il settimo album in studio della rock band statunitense Shinedown, pubblicato il 1º luglio 2022. 
La data di uscita era originariamente fissata per il 22 aprile 2022, ma è stata posticipata a causa di un ritardo nella produzione di CD e vinili. 

## Track listing
1. 2184 – 0:22
2. No Sleep Tonight – 2:31
3. Planet Zero – 3:42
4. Welcome – 0:35
5. Dysfunctional You – 3:38
6. Dead Don't Die – 3:15
7. Standardized Experiences – 0:43
8. America Burning – 3:43
9. Do Not Panic – 0:33
10. A Symptom of Being Human – 4:08
11. Hope – 3:39
12. A More Utopian Future – 0:34
13. Clueless and Dramatic – 3:06
14. Sure Is Fun – 3:00
15. Daylight – 4:01
16. This Is a Warning – 0:50
17. The Saints of Violence and Innuendo – 3:41
18. Army of the Underappreciated – 3:14
19. Delete – 0:36
20. What You Wanted – 3:03

## Formazione
- Brent Smith – voce
- Zach Myers – chitarra
- Eric Bass – basso
- Barry Kerch – batteria

## Classifiche
| Classifica (2022) | Posizione raggiunta |
| ----------------- | ------------------- |
| Regno Unito       | 4                   |
| Stati Uniti       | 5                   |